# Società di Ginnastica e Scherma Fortitudo 1924-1925
Questa pagina raccoglie i dati riguardanti la S.G.S. Fortitudo nelle competizioni ufficiali della stagione 1924-1925.

## Stagione
La Fortitudo ancora una volta non riuscì a conquistare la qualificazione alle semifinali chiudendo terzo dietro ad Alba e Lazio. Negli scontri diretti la Fortitudo conquistò cinque punti su otto, ma pagò cari i tre punti persi negli incontri con le squadre più deboli del girone, Audace e Pro Roma, contro le quali Lazio e Alba avevano fatto punteggio pieno. Alla fine del girone solo un punto separò la Fortitudo dalla Lazio seconda classificata. La Fortitudo ritornò in corsa per il secondo posto ottenendo l'annullamento per irregolarità di Lazio-Fortitudo 4-0 del 25 gennaio 1925, ma la Lazio si impose (per 3-0) anche nella ripetizione del 5 aprile, riconfermando l'eliminazione della Fortitudo.

## Rosa
| N. |                   | Ruolo | Calciatore           |
| -- | ----------------- | ----- | -------------------- |
|    | Italia (bandiera) | A     | Mariano Alessandroni |
|    | Italia (bandiera) | P     | Bassi                |
|    | Italia (bandiera) | A     | Antonio Bianchi      |
|    | Italia (bandiera) | C     | Bianchi II           |
|    | Italia (bandiera) | A     | Egidio De Franceschi |
|    | Italia (bandiera) | D     | De Micheli           |
|    | Italia (bandiera) |       | Facchini             |
|    | Italia (bandiera) |       | Ferraris V           |
|    | Italia (bandiera) | C     | Attilio Ferraris     |

| N. |                   | Ruolo | Calciatore           |
| -- | ----------------- | ----- | -------------------- |
|    | Italia (bandiera) | D     | Aurelio Lommi        |
|    | Italia (bandiera) |       | Lugali               |
|    | Italia (bandiera) | A     | Corinto Miliotti (I) |
|    | Italia (bandiera) |       | Angelo Sansoni I     |
|    | Italia (bandiera) | D     | Alberto Sansoni III  |
|    | Italia (bandiera) | A     | Giulio Sansoni IV    |
|    | Italia (bandiera) | A     | Aristide Sansoni (V) |
|    | Italia (bandiera) | C     | Giulio Scardola      |
|    | Italia (bandiera) | P     | Vittori              |

## Risultati

### Prima Divisione

#### Girone laziale

##### Girone di andata
| Arbitro: | Gambardella (Napoli) |

|                               |           |                                                               |
| Zanardelli I Chiocchini I 85’ | Marcatori | Ferraris IV De Franceschi ?’, ?’ Miliotti ?’, ?’ Alessandroni |

| Arbitro: | Reichlin (Napoli) |

|                                      |           |  |
| Bianchi I 44’, 88’ De Franceschi 46’ | Marcatori |  |

| Arbitro: | Mancini (Milano) |

|                |           |               |
| Stoppoloni 44’ | Marcatori | 50’ Bianchi I |

| Arbitro: | Galassi (Roma) |

|            |           |           |
| Sansoni IV | Marcatori | Beniamini |

##### Girone di ritorno
| Arbitro: | Fantuzzi (Ancona) |

|                          |           |                                   |
| Miliotti 10’ (rig.), 50’ | Marcatori | 5’, 75’ Andreani 55’ (rig.) Vonau |

| Arbitro: | Cugnini (Ancona) |

|                              |           |  |
| Fraschetti Bernardini ?’, ?’ | Marcatori |  |

| Arbitro: | A. Gama (Milano) |

|                   |           |  |
| De Franceschi 16’ | Marcatori |  |

| Arbitro: | Galassi (Roma) |

|                    |           |                                                        |
| Ceresi I ?’ (rig.) | Marcatori | ?’, ?’ De Franceschi ?’, ?’ Sansoni IV ?’, ?’ Miliotti |

## Statistiche

### Statistiche di squadra
| Competizione                     | Punti | In casa | In casa | In casa | In casa | In casa | In casa | In trasferta | In trasferta | In trasferta | In trasferta | In trasferta | In trasferta | Totale | Totale | Totale | Totale | Totale | Totale | DR |
| Competizione                     | Punti | G       | V       | N       | P       | Gf      | Gs      | G            | V            | N            | P            | Gf           | Gs           | G      | V      | N      | P      | Gf     | Gs     | DR |
| -------------------------------- | ----- | ------- | ------- | ------- | ------- | ------- | ------- | ------------ | ------------ | ------------ | ------------ | ------------ | ------------ | ------ | ------ | ------ | ------ | ------ | ------ | -- |
| Prima Divisione - girone laziale | 10    | 4       | 2       | 1       | 1       | 7       | 4       | 4            | 2            | 1            | 1            | 13           | 7            | 8      | 4      | 2      | 2      | 20     | 11     | +9 |

### Statistiche dei giocatori
| Giocatore        | Prima Divisione | Prima Divisione |
| Giocatore        | Presenze        | Reti            |
| ---------------- | --------------- | --------------- |
| M. Alessandroni  | 5               | 2               |
| Bassi            | 1               | -1              |
| A. Bianchi (I)   | 8               | 3               |
| Bianchi (II)     | 8               | 0               |
| E. De Franceschi | 8               | 5               |
| De Micheli       | 3               | 0               |
| Facchini         | 8               | 0               |
| A. Ferraris (IV) | 7               | 1               |
| Ferraris (V)     | 1               | 0               |
| A. Lommi         | 3               | 0               |
| Lugali           | 1               | 0               |
| C. Miliotti      | 8               | 6               |
| Sansoni (I)      | 3               | 0               |
| Sansoni (III)    | 5               | 0               |
| Sansoni (IV)     | 6               | 3               |
| Sansoni (V)      | 3               | 0               |
| G. Scardola      | 3               | 0               |
| Vittori          | 7               | -10             |